# خورخه مندونسا
خورخه مندونسا (انگلیسی: Jorge Mendonça؛ زادهٔ ۱۹ سپتامبر ۱۹۳۸) یک بازیکن سابق فوتبال پرتغالی-آنگولا است که در پست مهاجم بازی می‌کرد.